# Antoine Artous
Antoine Artous, född 1946, är en fransk statsvetare och trotskist. Han var med i Ligue communiste och senare Ligue communiste révolutionnaire. Artous är med i redaktionen för tidskriften ContreTemps. Han var en av arrangörerna av det sociopolitiska evenemanget Mai 68 à Toulouse, vilket ägde rum i Toulouse i maj och juni 1968.